# Python (Töpfer)

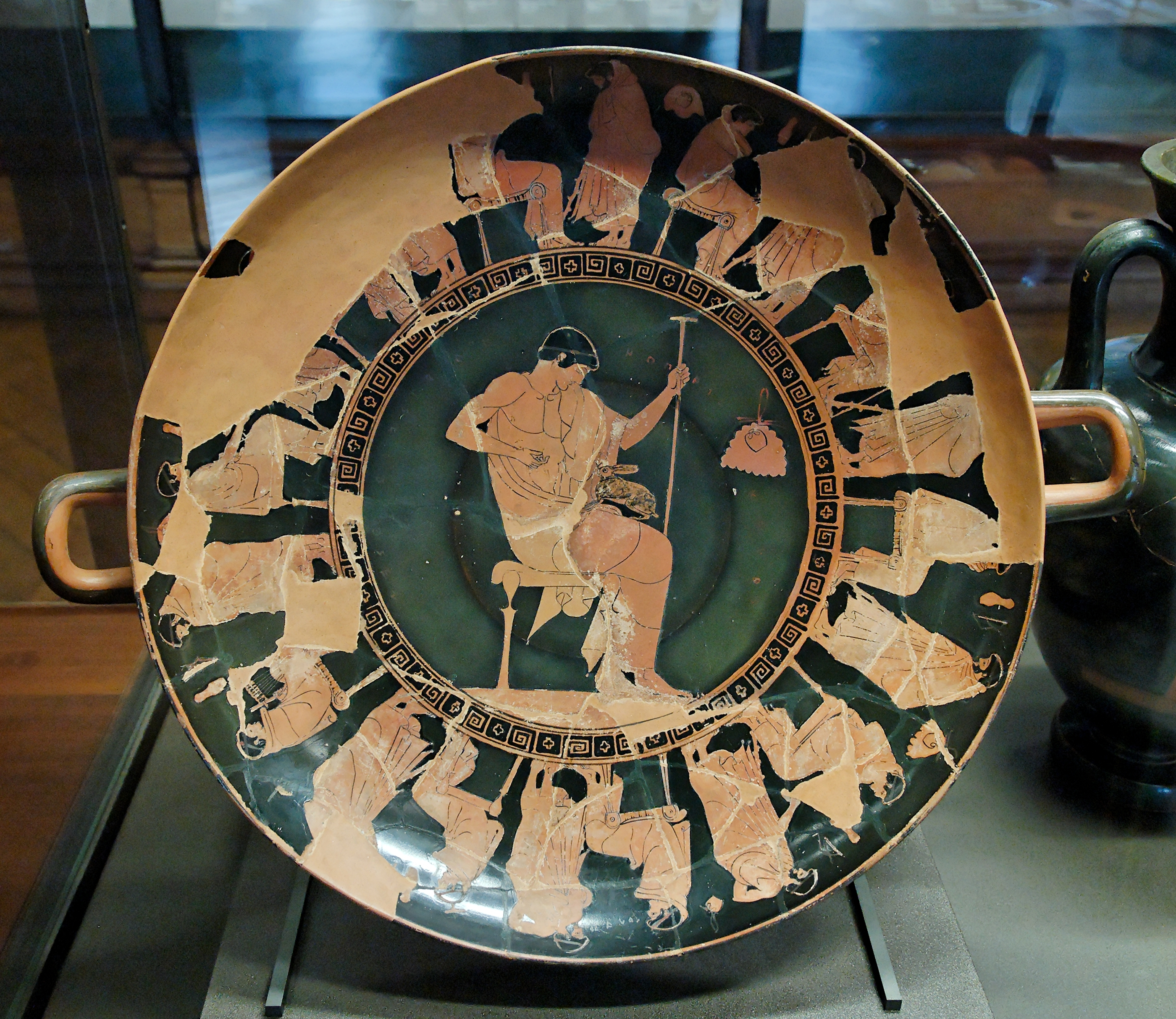
Schale getöpfert von Python, bemalt von Duris mit päderastischen Szenen; heute Paris, Louvre G 121.

Python (altgriechisch Πύθων) war ein attischer Töpfer im frühen 5. Jahrhundert v. Chr.
Von Python sind derzeit vier signierte Schalen bekannt. Seine Arbeiten zeichnen sich durch gedrungene Formen aus. Eine der Schalen wurde zudem vom Vasenmaler Epiktetos, die drei anderen von Duris signiert. Es ist davon auszugehen, dass zwischen Duris und Python ein ähnlich enges Arbeitsverhältnis wie zwischen den etwa zeitgleichen Meistern der Spätarchaik und Frühklassik, Hieron und Makron, bestand. Hansjörg Bloesch und John D. Beazley haben aufgrund stilistischer Vergleiche fast 40 weitere von Duris bemalte Schalen Python als Töpfer zugewiesen. Die Datierung der Werke erfolgte anhand der stilistisch-chronologischen Einordnung des Duris.